# Франкфуртский собор (794)

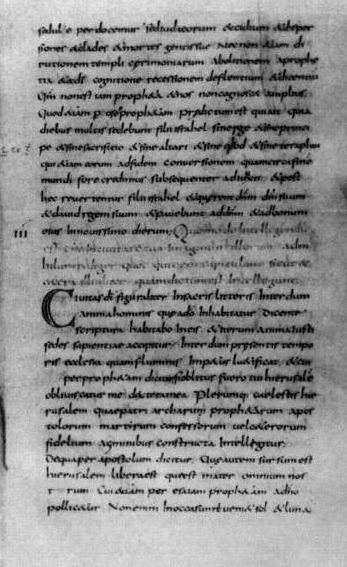
Libri Carolini. Codex Vaticanus Latinus 7207. Ватиканская апостольская библиотека

Фра́нкфуртский собо́р 794 го́да — большой поместный христианский собор западных иерархов (около 300 человек), который был собран 1 июня 794 года Карлом Великим во Франкфурте-на-Майне. На соборе присутствовали архиереи и священники из Королевства франков, Аквитании, Италии, Англии, Испании и Прованса. На соборе решали как церковные, так и политические вопросы. Председателем на соборе был Карл Великий.
Главными вопросами на соборе были испанский адопционизм и отношение к иконам (иконопочитание и иконоборчество).

## Отношение собора к иконам
В 730 году император Лев III Исавр запретил почитание икон. Итогом иконоборчества стало уничтожение тысяч икон, а также мозаик, фресок, изваяний святых и расписных алтарей во многих храмах. Иконоборчество было официально признано на Иконоборческом соборе в 754 году при поддержке императора Константина V Копронима. В 787 году, при поддержке императрицы Ирины, вдовы Льва IV Хазара, Второй Никейский собор всё же утвердил догмат иконопочитания и отменил решение собора 754 года. На Втором Никейском соборе присутствовали легаты папы римского и подписали решения собора. Римский папа Адриан I признал решения Никейского собора и отправил экземпляр актов собора в латинском переводе Карлу Великому. По поручению Карла франкские богословы прочли акты собора; их категорически не приняли, а написали и прислали папе Адриану около 790 года сочинение «Libri Carolini quatuor», состоящее из 85 глав, в котором решения Никейского собора подвергнуто критике. Критика настолько придирчивая и ожесточенная, что некоторые католические ученые держались долго мнения, что «Libri Carolini» подлог XVI века. Открытый в 1866 году профессором Рейффершидом список «Libri Carolini» X века (Codex Vaticanus Latinus 7207) окончательно устранил сомнения. Сочинение «Libri Carolini quatuor» — подлинное. Латинский перевод, в котором франкские богословы читали деяния собора, был образцом неудовлетворительности: рабски буквальный, он (по отзыву Анастасия Библиотекаря) «редко, или никогда» (aut vix aut nunquam) верно не передавал смысл греческого подлинника. Наиболее возмутило богословов Карла следующее место, совершенно испорченное в переводе, слова Константина, епископа Константийского (Саламинского), митрополита Кипрского: др.-греч. «δεχόμενος και άσπαζόμενος τιμητικώς τάς άγιας σεπτάς εικόνας καί τήν κατά λατρείαν προσκόνησιν μόνης τή ύπερουσίω καί ζωαρχική Τριάδι άναπέμπω» — «приемлю и лобызаю с честию святые и честные иконы, a поклонение служением воссылаю единой пресущественной и животворящей Троице». В латинском тексте это место перевели: лат. «suscipio et amplector honorabiliter sanctas et venerandas imagines secundum servitium adorationis, quod consubstantiali et vivificatrici Trinitati emitto» — «признаю и принимаю честь святых и уважаемых изображений рабским служением, которое вслед за единосущной и животворящей Троицой воссылаю». Выражение лат. «servitium adorationis» — буквально «рабское служение» в латинском языке это поклонение, относящиеся исключительно к Богу. Данный латинский текст в западном богословии является ересью, поскольку иконам совершается поклонение равное Богу. Хотя в догмате Никейского собора данной фразы в латинском тексте нет, но западные богословы посчитали, что раз слова иконослужителя Константина не вызвали протеста со стороны никейских отцов, следовательно, он говорил с согласия остальных. Взгляды франкских богословов по отношению к иконам изложены в «Libri Carolini quatuor», эти же самые взгляды утверждены на Франкфуртском соборе, они следующее:
1. Оба собора (754 года и 787 года) — вышли из границ истины, так как иконы не идолы, и иконам служить не должно.
2. Одному только Богу должно служить, одному только Ему должно воздавать поклонение, один только Он должен быть славим.
3. Святым должно быть воздаваемо почитание.
4. Иконам не следует поклоняться ни в коем случае: кланяться или становится на колени перед ними, приветствовать или целовать их, жечь перед ними ладан и свечи — идолопоклонство и суеверие. Иконы дозволяется употреблять для памяти о прошедшем и для украшения.
5. Рассказы о чудесах, совершенных иконами, — плод воображения или обман злого духа.
6. Иконы нельзя сравнивать со священными сосудами, Евангелием, Крестом, реликвиями святых («мы почитаем святых в их телах, или лучше — в останках тел, или также в одеждах»).
7. Как предметы священные, иконы не следует ставить и в местах нечистых, например, при дорогах.
8. Никейский собор совершил величайшую ошибку, осудив тех, кто не поклоняется иконам: христианин должен и без пособий, обращенных к его органам чувств, уметь размышлять о добродетелях святых и восходить к Источнику вечного света.

На соборе были легаты папы Римского Адриана (Феофилакт и Стефан), которые подписали решения собора. Папа Адриан написал Карлу Великому письмо, в котором принёс извинения за участие своих легатов во Втором Никейском соборе, говоря, что он понимает ошибки греков, но должен был поддержать их ради мира церковного. Адриан принял решения Франкфуртского собора.